# Heteronucia spinifera
Heteronucia spinifera är en kräftdjursart som beskrevs av John R. Edmondson 1951. Heteronucia spinifera ingår i släktet Heteronucia och familjen Leucosiidae. Inga underarter finns listade i Catalogue of Life.